# Rusko na Letních olympijských hrách 1908
Rusko na Letních olympijských hrách 1908 v Londýně reprezentovalo 6 mužů. Nejmladším účastníkem byl Aleksandr Petrov (31 let, 301 dní), nejstarší pak Nikolaj Kolomenkin (36 let, 264 dní). Reprezentanti vybojovali 3 medailí, z toho 1 zlatou a 2 stříbrné. Delegace dorazila do Londýna s 12denním zpožděním, protože nebrala v úvahu, že Velká Británie žila podle gregoriánského kalendáře , zatímco Ruská říše žila podle juliánského.

## Medailisté
| Medaile | Jméno              | Sport         | Disciplína                     |
| ------- | ------------------ | ------------- | ------------------------------ |
| Zlato   | Nikolaj Kolomenkin | Krasobruslení | speciální figury               |
| Stříbro | Nikolaj Orlov      | Zápas         | řecko-římský v lehké váze      |
| Stříbro | Aleksandr Petrov   | Zápas         | řecko-římský v supertěžké váze |